# Рубиненогушо колибри
Рубиненогушите колибрита (Archilochus colubris) са вид дребни птици от семейство Колиброви (Trochilidae).
Разпространени са в големи части от Северна и Централна Америка и са единственият вид колибри, срещащ се редовно на изток от река Мисисипи. Достига 7 до 9 cm дължина, 8 – 11 cm размах на крилете и маса 8 до 11 g. Наименованието на вида се дължи на характерното яркочервено оцветяване на гърлото при мъжките.

## Галерия
- Мъжки
- Мъжки
- Женска се храни от цвете
- Женска
- Женска в човешка ръка за мащаб
- Млад мъжки в полет